# Michel Ney
Michel Ney, född 10 januari 1769 i Saarlouis, död 7 december 1815 i Paris, var en fransk militär och hertig av Elchingen från 1808 samt furste av Moskva från 1812. Han blev brigadgeneral 1796, divisionsgeneral 1799 och marskalk av Frankrike 1804.

## Biografi
Ney kom i militärtjänst 1788, blev överste 1794, brigadgeneral 1796, divisionsgeneral 1799 och marskalk av Frankrike 1804. Han deltog med utmärkelse under revolutionskrigen bland annat i slaget vid Zürich 1799 och slaget vid Hohenlinden 1800. Han var 1802–1803 fransk minister i Bern. Under kriget mot Österrike och Ryssland visade han sådant mod och företagsamhet, särskilt i slaget vid Elchingen 1805, slaget vid Jena 1806 och slaget vid Friedland 1807 att han blev kallad "den tappraste av de tappra" (le brave des braves). Senare deltog han i striderna i Portugal 1808–11 och förde under Napoleons ryska fälttåg 1812 befälet över 3:e arméfördelningen och vann nya framgångar i slaget vid Smolensk och slaget vid Borodino och förde under återtåget befälet över arriärgardet och lyckades med sin djärvhet rädda spillrorna av Napoleons armé från undergång. I 1813 års krig vann han segrarna i slaget vid Lützen och slaget vid Dresden men besegrades i slaget vid Dennewitz av den svenske kronprinsen Jean Baptiste Bernadotte och i slaget vid Rosslau av Johan August Sandels.
Efter Napoleons abdikation 1814 fick Ney behålla en hög militär tjänst under Ludvig XVIII:s nya regim och upphöjdes till pär, men då Napoleon återvände från Elba ställde han sig åter på dennes sida. Han deltog i slaget vid Quatre Bras och slaget vid Waterloo, där anförde han det gamla gardet vid det sista anfallet. Efter Napoleons fall ställdes Ney inför krigsrätt och arkebuserades bakom Luxembourgträdgården, där en byst av honom numera är rest.